# 赵国安 (元朝)
赵国安（?—?），元朝将领。又名帖木儿。蒙古汪古部人，按竺迩的儿子，赵国宝的弟弟。
赵国宝去世后，赵国安袭兄职为蒙古汉军元帅，兼文州吐蕃万户府达鲁花赤。赐金虎符，进封昭勇大将军。元世祖至元十五年（1278年）讨伐擒获盘据甘肃六盘山的叛王吐鲁。请解世职授兄赵国宝之子赵世荣。忽必烈嘉赏他，进封他为昭毅大将军、招讨使。

## 延伸阅读
[在维基数据编辑]
 《新元史/卷149》，出自柯劭忞《新元史》